# Luisa María Frutos Mejías
Luisa María Frutos Mejías (Cáceres, 27 de marzo de 1939) es una geógrafa española, profesora emérita universitaria. Fue catedrática de Análisis Geográfico en el Departamento de Geografía y Ordenación del Territorio de la Universidad de Zaragoza y ha ejercido, entre otros cargos, el de decana de la Facultad de Filosofía y Letras de dicha universidad durante seis años. Como resultado de sus investigaciones ha publicado numerosos libros y artículos, y ha participado como ponente en diversos congresos y seminarios.

## Trayectoria
Nació en Cáceres en 1939. Es hija de los poetas Lola Mejías y Eugenio Frutos. En 1942, su familia se instaló en Zaragoza cuando su padre se incorporó a la cátedra de Filosofía del Instituto Goya, que luego compaginó con su docencia en la universidad. Frutos es madre del escritor e historiador Alberto Montaner Frutos.
Se licenció en Filosofía y Letras en la Universidad de Zaragoza en 1962 y, diez años más tarde, obtuvo el doctorado en Geografía con el que consiguió el Premio extraordinario con su tesis doctoral Estudio geográfico del Campo de Zaragoza.. Es profesora universitaria desde 1963 en Zaragoza y Extremadura (1978 a 1980). Entre 2002 y 2009 fue catedrática de Análisis Geográfico de la Universidad de Zaragoza y desde 2009 profesora emérita de la misma.
Ha desempeñado varios cargos universitarios. Entre 1979 y 1981, dirigió el Departamento de Geografía de la Universidad de Extremadura. Posteriormente, en la Universidad de Zaragoza, fue directora del Departamento de Geografía en los periodos de 1982 a 1985, de 1988 a 1992 y de 2008 a 2009; vicedecana de la Facultad de Filosofía y Letras entre 1986 y 1989, y decana de la misma entre 1995 y 2000.
Además de dirigir la revista Norba de la Universidad de Extremadura en 1981 y la revista Geographicalia de la Universidad de Zaragoza entre 1988 y 1992 y de 2005 a 2010, ha sido miembro del Consejo Asesor de las revistas Estudios Geográficos del Consejo Superior de Investigaciones Científicas (CSIC), del Boletín de la Asociación de Geógrafos Españoles, Ería de la Universidad de Oviedo, de Berceo del Instituto de Estudios Riojanos, de la revista de Geografía de la Universidad Nacional de Educación a Distancia (UNED) y Miembro del Consejo de Redacción de varias revistas especializadas. 
Asimismo, fue Tesorera de la Asociación de Geógrafos Españoles (AGE) entre 1980 y 1984, Presidenta del Grupo de Trabajo de Geografía Rural (dependiente de la AGE) entre 1987 y 1989, Vocal de la Asociación Aragonesa de Ciencia Regional entre 1989 y 1994, y Presidenta de dicha asociación entre 1994 y 1996.
Como investigadora y miembro fundador de Instituto de Ciencias Ambientales (IUCA) de la Universidad de Zaragoza, ha participado en distintos grupos de investigación y ha sido también Profesora Colaboradora en Zaragoza desde 1982-83 hasta 2009 del Curso de Planificación integrada para el desarrollo rural y la gestión del medio ambiente del Centro Internacional de Altos Estudios Agronómicos Mediterráneos/Instituto Agronómico Mediterráneo (CIHEAM/IAMZ) de la UNESCO. Entre 2009 y 2011, ha sido responsable del Grupo de Estudios de Desarrollo Territorial de la Universidad de Zaragoza (GEDETUZ).
En su dilatada trayectoria profesional, académica e investigadora, sus trabajos en los campos de la Geografía Rural (agricultura, agroindustria, población, etc.) y el Análisis Geográfico Regional (economía, desarrollo y equilibrios regionales) se han plasmado en multitud de libros y artículos de carácter científico, así como en comunicaciones y ponencias en congresos de Geografía. Asimismo, ha dirigido varias tesis con la temática de la mujer como eje central.
Así mismo, la profesora Frutos Mejías ha participado en diversos proyectos de investigación, tanto del Programa de financiación de Unidades Operativas de Investigación de la Comunidad Autónoma de Aragón como de diferentes Planes nacionales I+D de los Ministerios de Ciencia y Tecnología, de Ciencia e Innovación, y de Economía y Competitividad, de entre los que cabe destacar:

### Algunos proyectos de investigación
Como Investigadora principal
- 2003-2006, Tejido empresarial y sistemas socio-productivos locales en zonas rurales desfavorecidas en España (Subproyecto Aragón, coordinado con otras Universidades) (BSO2002-04819-C06-03).
- 2004- Desarrollo y competitividad en espacios rurales aragoneses: Acción local y globalización (S34) (Programa de financiación de Unidades Operativas de Investigación de la Comunidad Autónoma de Aragón).
- 2009- Gobernanza, innovación y convenciones en las comarcas vitivinícolas de Aragón: tipología y prospectiva de denominaciones de origen a partir de la teoría de los "mundos de producción" (Subproyecto Aragón coordinado con otras Universidades CSO2008-05793-C03-02).

Como investigadora participante
- 2009-2011, Mundos de producción y pautas de localización en la industria agroalimentaria (Subproyecto CSO2011-29168-C03-01 ) (Investigador principal Eugenio Climent).
- 2013-2016, Los clusters de actividades creativas en las áreas semiurbanas y rurales españolas: Factores e impactos en el desarrollo territorial (CSO2012-31650). (Investigadora principal Ana Isabel Escalona).

## Publicaciones

### Libros
- 1976 – Estudio geográfico del «Campo de Zaragoza» (Tesis Doctoral). Institución «Fernando el Católico». Ayuntamiento de Zaragoza.
- 1976 – El campo en Aragón. Librería General, Colección «Aragón», Zaragoza, 1976.
- 1987 – Geografía. Vol. V. Enciclopedia Temática de Aragón; (coord. y coautora), Moncayo, Zaragoza.
- 1991 – «Geografía de Aragón»; en Geografía de España, Vol. VI, Planeta.
- 1994 – «Las actividades rurales»; Geografía de España. vol. 5, Océano-Instituto Gallach, Barcelona.
- 2006 – Estrategias Territoriales de Desarrollo Rural (ed. y coautora) Institución Fernando el Católico. DPZ. Zaragoza (coautor ed. Ruiz Budría, E.).
- 2009 – New ruralities and  sustentaible use of territory (edit.). Prensas Universidad de Zaragoza (PUZ). (Coed. Climent López, E.; Ruiz Budría , E.).
- 2012 – Los productos con indicación geográfica en el sistema agroalimentario español. tradición y modernidad. (ed. y coautora), Institución Fernando El Católico. DPZ. Zaragoza.

### Artículos
- 1980 – «Una penetración en España de la Geografía Radical». Norba. Revista de Arte, Geografía e Historia. N.º 1.
- 1981 – «Algunos aspectos de la estabilidad y los cambios en la estructura agraria aragonesa»: La propiedad de la Tierra. Universidad de Alicante.
- 1984 – «Los desequilibrios regionales en España a través de la rentabilidad agraria provincial»; Aportación española al XXV Congreso de la unión Geográfica Internacional; Real Sociedad Geográfica, Madrid.
- 1984 – «La acción estatal en el desarrollo industrial de Extremadura». Documents d'Analisi Geografico. Vol 4.
- 1986 – «La agroindustria aragonesa». El Sistema agrario aragonés- Institución Fernando el Católico. DPZ. Zaragoza (coautora: Borobio, P.).
- 1988 – «Instituciones de regadío y administración del agua en la cuenca del Ebro». Demanda y Economía del Agua en España; D.P. de Alicante, 1988.
- 1988 – «Geografía, Espacio y Poder».  Norba. Cuadernos de Historia, n.º 7.
- 1990 – «Población y mercado de trabajo en Aragón»; Papeles de economía Española.
- 1991 – Aragón; n.º 10 de «Economía de las CC.AA.», Conf. de Cajas de Ahorro/Ibercaja, Zaragoza.
- 1993 – «Los cambios en la agricultura de regadío aragonesa»; Medio siglo de cambios Agrarios en España (1950-90). Institución Juan Gil Albert. Alicante.
- 1995 – «Las Confederaciones Sindicales Hidrográficas»; Planificación Hidráulica en España. Edit. Gil Olcina, A. y Morales Gil, A. C.A.M., Fundación Caja del Mediterráneo, Alicante.
- 1998 – «Los espacios en declive demográfico: problemas y posibilidades de recuperación».  Economía Aragonesa, 2, 1er trimestre.
- 1998 – «El agua, un recurso básico en España». Revista de Extremadura V. 22.
- 1999 – «Usos del agua en la Cuenca del Ebro». Realidades y Perspectivas. Los usos del agua en España. CAM/Universidad  Alicante. Alicante.  1999 – «Human Organization in Rural Areas». Rural Planig from an Environmental System perspectiva. Springer-Verlag. New York.
- 2004 – «El territorio aragonés y los fondos estructurales». Territorio & Desarrollo Local, V. 2, 2ª época. (coautores: Hernández Navarro, M.L.; Ruíz Budría, E.).
- 2006 – «Políticas públicas y de sostenibilidad en el medio rural de Aragón».  Políticas públicas, sostenibilidad y Geografía Rural. Boletín de la Asociación de Geógrafos Españoles V.41.
- 2009 – «Desarrollo y turismo rural: una perspectiva sobre Aragón». El Turismo Rural. Revista de la Universidad de Alcalá de Henares. Serie Geográfica, V. 15. (coautores:  Hernández Navarro, M.L.; Castelló Puig, A.).
- 2012 – «Inmigración en las zonas rurales de Aragón». Investigando en Rural. Ed. Ulzama.  Navarra. (coautores: Lardiés, R.; Ruiz, E.;  Castelló, A.; Hernández, M.L.).
- 2014 – «La localización de la industria agroalimentaria y el desarrollo rural en el Valle Medio del Ebro». Actas del XVII Coloquio de Geografía Rural. (coautores: Ruiz Budría, E.; Climent, E.; Loscertales, B.).
- 2015 – «Social capital and Business Networks in Rural Areas of Low Population Density: A Case Study». The sustainability of Rural Sistems. Global and local challenges and opportunities. CSRS of the IGU and Whitaker Institute NUI Galway. Irlanda  2016 – «Emprendedoras en turismo rural en el Pirineo aragonés: manteniendo y reinventando el espacio natural». Treinta años de Política Agraria Común en España: agricultura y multifuncionalidad en el contexto de la nueva ruralidad. Óptimo Diseño e Impresión, edit. Ciudad Real.
- 2019 – «Migraciones de mujeres aragonesas: del campo a la ciudad y de la ciudad al campo». Mujeres Migrantes. (De)construyendo identidades en tránsito.
- 2020 – «Aragón frente a la despoblación. Iniciativas escalares y su efecto en el territorio». Población y Territorio. España tras la crisis de 2008. Ed Comares. Granada